# بیداری او
بیداری او (انگلیسی: Her Awakening) یک فیلم صامت درام کوتاه به کارگردانی دی. دبلیو. گریفیث است که در سال ۱۹۱۱ منتشر شد.

## بازیگران
- میبل نورماند
- هری هاید
- کیت بروس
- ادوین آگوست
- ویلیام جی. باتلر
- دونالد کریسپ
- فرانک اوانس
- رابرت هرون
- فرد میس
- چارلز هیل میلز
- ویوین پریسکات
- دابلیو. سی. رابینسون
- ماریون سانشاین
- کیت تانکری